# Petr Hošťálek
Petr Hošťálek (* 8. srpna 1943 Mladá Boleslav) je český cestovatel a spisovatel.

## Život
Narodil se v Mladé Boleslavi a vyrůstal v Liberci. Je sběratelem historických motocyklů a provozovatelem jejich muzea. Tomu v roce 2011 hrozil zánik, ale nakonec město České Budějovice, kde se sbírka nachází, kvůli tlaku veřejnosti ustoupilo. Hošťálek také na motocyklech absolvoval řadu expedic, například po Hedvábné stezce či do Nepálu. Ze svých cest publikoval také několik knižních cestopisů. Dále je také autorem dvoudílné knihy o mopedech Stadion.